# Edward Denison Ross
Edward Denison Ross (6 juin 1871 - 20 septembre 1940) est un orientaliste et linguiste, spécialisé dans les langues du Moyen-Orient, de l'Asie centrale et de l'Est. Il est le premier directeur de l'École d'études orientales de l'Université de Londres (aujourd'hui SOAS, Université de Londres) de 1916 à 1937 .

## Biographie

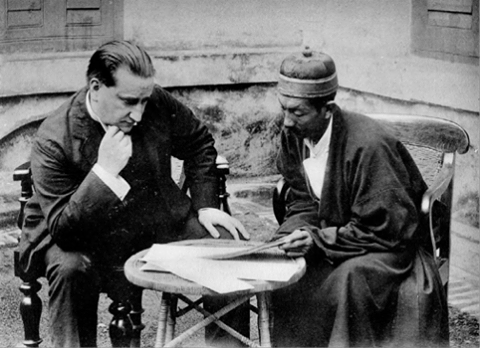
Edward Denison Ross apprend le Tibétain avec Lama Lobqang (probablement Darjeeling, 1907)

Ross lisait 49 langues et parlait 30. Il est directeur du Bureau d’information britannique pour le Proche-Orient. Avec Eileen Power, il écrit et édite une série de 26 volumes publiée par George Routledge & Sons, The Broadway Travellers. La série comprend le journal de l'aumônier naval du XVIIe siècle, Henry Teonge. Ross rejoint le personnel du British Museum en 1914, chargé de cataloguer les collections d'Aurel Stein. Il est l'un des premiers administrateurs de la série commémorative EJW Gibb. En 1934, Edward Denison Ross assiste aux Célébrations du Millénaire de Ferdowsi à Téhéran.
En janvier 1940, peu de temps après le déclenchement de la Seconde Guerre mondiale en Europe, Ross est nommé chef du Bureau d'information britannique à Istanbul avec le grade de conseiller. En tant que connaissance du défunt dirigeant turc Mustafa Kemal Atatürk, Ross est désireux de servir son pays depuis la Turquie. Cependant, la perte de sa femme Dora en avril 1940 est plus qu'il ne pouvait supporter, et Ross lui-même meurt à Istanbul à l'âge de 69 ans en septembre 1940. Il est enterré au cimetière anglais Haydarpasha à Uskudar.